# Václav Votruba
Václav Votruba (* 19. Dezember 1909 in Slavětín nad Ohří; † 11. September 1990 in Prag) war ein tschechischer theoretischer Physiker. Er gilt als Begründer der modernen theoretischen Physik in der Tschechoslowakei nach dem Zweiten Weltkrieg und wirkte dort schulbildend.

## Leben
Votruba studierte 1928 bis 1933 Mathematik und Physik an der Karls-Universität Prag und war dann dort Assistent von F. Záviska. Nach der Schließung der tschechischen Universitäten während der deutschen Besatzung arbeitete er als Gymnasiallehrer und auch als einfacher Arbeiter im Tunnelbau. Gegen Ende des Krieges hielt er mit Ausnahmeregelung Vorlesungen, nachdem sein Lehrer Zaviska gestorben war. 1945 wurde er promoviert und war 1946/47 in Zürich bei Wolfgang Pauli und Gregor Wentzel, wo er das Problem der Photoproduktion aus Elektron-Positron-Paaren in der Quantenelektrodynamik löste. Er war Professor für theoretische Physik an der Karls-Universität und befasste sich insbesondere mit Elementarteilchenphysik.
Bei der Gründung des Kernforschungszentrums Dubna 1956 war er einer der beiden Vizedirektoren.
Er veröffentlichte die Bücher Theorie elektromagnetischer Felder (Teorie elektromagnetického pole, 1955 mit C. Muzikář) und Grundlagen der speziellen Relativitätstheorie (Základy speciální teorie relativity, 1969). Von 1960 bis 1962 war er der Hauptredakteur der Zeitschrift Československý časopisu pro fyziku sowie deren englischsprachigen Ausgabe Czechoslovak Journal of Physics.
Das Doppler Institut für mathematische Physik an der Karls-Universität in Prag vergibt zu seinen Ehren den Vaclav Votruba Preis für herausragende Dissertationen in theoretischer Physik.